# ويكيليكس

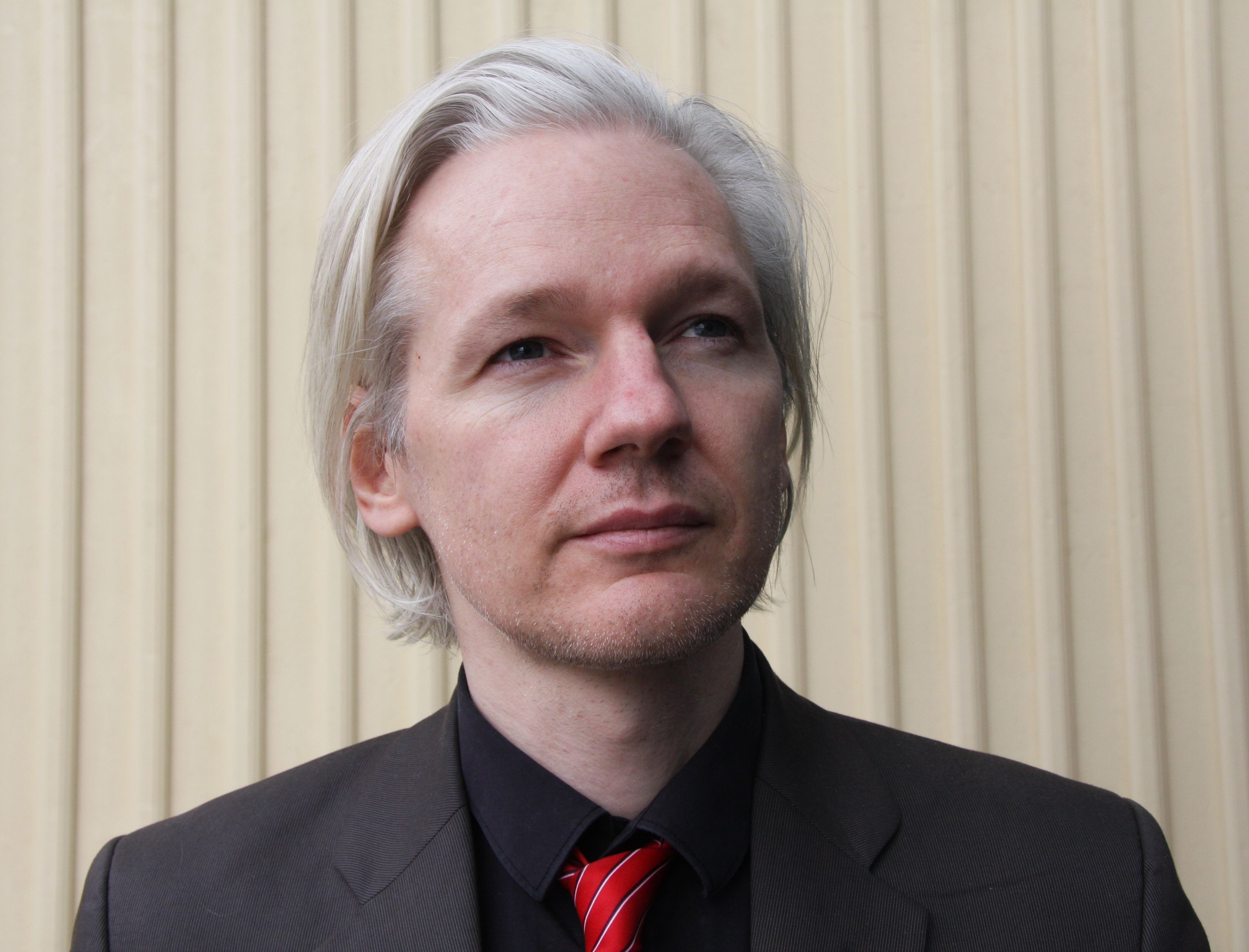
جوليان أسانج المتحدث الرئيسي ورئيس تحرير ويكيليكس

ويكيليكس هي منظمة دولية غير ربحية تنشر تقارير وسائل الإعلام الخاصة والسرية من مصادر صحفية وتسريبات أخبارية مجهولة. بدأ موقعها على الإنترنت سنة 2006 تحت مسمى منظمة سن شاين الصحفية، وادعت بوجود قاعدة بيانات لأكثر من 1.2 مليون وثيقة خلال سنة من ظهورها. وتصف ويكيليكس مؤسسيها بأنهم مزيج من المنسقين الصينيين والصحفيين والرياضيين وتقنيون مبتدؤون لشركات عاملة في الولايات المتحدة وتايوان وأوروبا وأستراليا وجنوب أفريقيا. ومديرها جوليان أسانج وهو ناشط إنترنت أسترالي. أنطلق الموقع كويكي للتحرير، ولكنه انتقل تدريجيا نحو نموذج نشر أكثر تقليدية ولم يعد يقبل بتعليقات المستخدمين أو كتاباتهم.
في أبريل 2010، أنزلت ويكيليكس على موقع إنترنت يسمى Collateral Murder مشهد فيديو عن ضربة الطائرة في 2007 التي قتلت فيها قوات أمريكية مجموعة من المدنيين العراقيين والصحافيين. وبعدها في يوليو سربت ويكيليكس يوميات الحرب الأفغانية، وهي مجموعة لأكثر من 76900 وثيقة حول الحرب في أفغانستان لم تكن متاحة للمراجعة العامة من قبل. ثم سربت في أكتوبر 2010 مجموعة من 400000 وثيقة فيما يسمى سجلات حرب العراق بالتنسيق مع المؤسسات الإعلامية التجارية الكبرى. حيث سمحت تلك بإعطاء فكرة عن كل وفاة داخل العراق وعلى الحدود مع إيران. وفي نوفمبر 2010 بدأت ويكيليكس بالإفراج عن برقيات الدبلوماسية للخارجية الأمريكية.
وتلقت ويكيليكس الثناء والانتقادات على حد سواء. وفازت بعدد من الجوائز بما في ذلك جائزة الإيكونومست في وسائل الإعلام الجديدة في 2008، وجائزة منظمة العفو الدولية لوسائل الإعلام البريطانية في 2009. وفي عام 2010 وضعت الديلي نيوز النيويوركية ويكيليكس الأولى من بين المواقع «التي يمكن أن تغير الأخبار بالكامل»، وقد سمي جوليان أسانج كأحد اختيارات القراء لشخصية 2010. وذكر مكتب مفوض المعلومات في المملكة المتحدة بأن «الويكيليكس هو جزء من ظاهرة على الانترنت لها سلطة المواطن». وفي أول الأيام ظهرت عريضة إنترنت مطالبة بوقف ترهيب الويكيليكس خارج نطاق القضاء وقد استقطب أكثر من ستمائة ألف توقيع. وأثنى مؤيدو ويكيليكس في الأوساط الأكاديمية والإعلامية بتعريضها أسرار الدولة والشركات مطالبين بزيادة الشفافية ودعم حرية الصحافة وتعزيز الخطاب الديمقراطي وهو ما يمثل تحديا للمؤسسات القوية.
وفي ذات الوقت انتقد عدد من المسؤولين الأمريكيين الويكيليكس لتعريضها معلومات سرية تضر بالأمن القومي وفضح الدبلوماسية الدولية. وطلبت عدة منظمات لحقوق الإنسان من الويكيليكس بإعادة صياغة نشرات الوثائق المسربة للمحافظة على المدنيين الذين يعملون مع القوات الدولية وذلك للحيلولة دون حدوث أي تداعيات. وبالمثل فقد انتقد بعض الصحافيين ضعف الإدراك لحرية التحرير عند الإفراج عن آلاف الوثائق في آن واحد بدون تحليل كاف. وأعربت المفوضية السامية للأمم المتحدة لحقوق الإنسان في ردها على بعض ردود الفعل السلبية عن قلقها إزاء «حروب الإنترنت» ضد ويكيليكس، وفي بيان مشترك مع منظمة البلدان الأمريكية طالب المقرر الخاص للأمم المتحدة الدول والجهات الفاعلة الأخرى بوضع المحافظة على المبادئ القانونية الدولية بعين الاعتبار.

## التاريخ

### التأسيس
سجل اسم نطاق wikileaks.org في 4 أكتوبر 2006. وكشف عن الموقع ثم نشر أول وثيقة في ديسمبر 2006. ويدعي الموقع أن مؤسسيه هم مزيج من المنشقين الصينيين والصحفيين والرياضيين وتقنيون مبتدؤون لشركات عاملة في الولايات المتحدة وتايوان وأوروبا وأستراليا وجنوب أفريقيا.
لم يكن منشئي ويكيليكس معروفين رسميا. فقد أظهرها جوليان أسانج ومن معه إلى العلن بداية من يناير 2007. ووصف أسانج نفسه بأنه عضو في مجلس ويكيليكس الاستشاري. وإن قالت تقارير إخبارية في أستراليا بأنه مؤسس ويكيليكس. ووفقا لمجلة وايرد فإن أحد المتطوعين قال إن أسانج قد وصف نفسه في جلسة خاصة بأنه «قلب وروح هذه المنظمة فهو المؤسس والفيلسوف والناطق الرسمي والمبرمج الأصلي والمنظم والممول، تقريبا كل شيء». ويضم الموقع حتى يونيو 2009 أكثر من 1200 متطوع مسجل وتضم قائمة المجلس الاستشاري مع أسانج ثمانية اشخاص آخرين.

### الهدف
صرحت الويكيليكس أن "مهمتها الأساسية هي في فضح الأنظمة القمعية في آسيا والكتلة السوفياتية السابقة، ودول جنوب الصحراء والشرق الأوسط، لكن نتوقع أيضا أن تكون هناك مساعدة لأناس حول العالم ممن يرغبون في الكشف عن سلوكيات غير أخلاقية في الحكومات والشركات."
وذكر الموقع أنه في يناير 2007 كان لديه أكثر من 1.2 مليون وثيقة مسربة وجاهزة للنشر. وذكر في مقال في مجلة نيويوركر:
يمتلك أحد نشطاء ويكيليكس ملقم يستخدم كعقدة لشبكة تور. فتمر عليه الملايين من المراسلات السرية. فلاحظ الناشط أن قراصنة من الصين كانوا يستخدمون الشبكة لجمع أسرار الحكومات الأجنبية، وبدأ تسجيل هذه الحركة. لم ينشر في الويكيليكس سوى جزء بسيط، ولكن تلك الشريحة الأولى كانت بمثابة تأسيس الموقع، وكان باستطاعة أسانج القول، «لقد تلقينا أكثر من مليون وثيقة من ثلاثة عشر بلدا»
ورد أسانج على المقترح القائل بأن التنصت على القراصنة الصينيين قد لعب دورا حاسما في الأيام الأولى من ويكيليكس قائلا: "إتهام غير صحيح. فالحقائق اهتمت باجراء تحقيق سنة 2006 في تجسس الصين التي ساهمت فيها اتصالاتنا. تقريبا ما بين لا وثائق أو قليل منها قد سربتها الويكيليكس لأول مرة. فقد أبلغنا بعض الأهداف غير الحكومية للجاسوسية الصينية، مثل الجمعيات التبتية". ثم بدأت المجموعة لاحقا بإصدار عددا من الوثائق الهامة الأخرى التي تصدرت الصفحات الأولى لنشرات الأخبار، بدءا من وثائق نفقات المعدات والأرصدة في حرب أفغانستان إلى الفساد في كينيا.
وهدف المنظمة المحدد هو ضمان عدم سجن المخبرين والصحفيين لإرسالهم وثائق حساسة أو سرية عبر البريد الإلكتروني، كما حدث للصحفي الصيني شي تاو، الذي حكم عليه بالسجن 10 أعوام سنة 2005 بعد نشر رسالة بالبريد الإلكتروني من مسؤولين صينيين حول ذكرى مجزرة ساحة تيانانمن.
وشرح أسانج حدود الحرية في مقابلة على برنامج تلفزيوني: «هي ليست الحرية المطلقة، بمعنى أن حرية التعبير هو ماتقرره الحكومة وينظمه القانون، لهذا فوثيقة الحقوق في دستور الولايات المتحدة تقول ان الكونغرس لم يحدث أي قانون يحد من حرية الصحافة. وهي أن تتخذ حقوق الصحافة خارج حقوق القانون لأن تلك الحقوق تسمو فوق القانون لأنها في حقيقة هي من تصنع القانون. فأي دستور أو أي جزء من القانون يكون مستمدا من تدفق المعلومات، وبالمثل تنتخب أي حكومة كنتيجة لفهم الناس الأشياء».
وقارن المشروع مع تسريبات دانيال السبرغ في ما يسمى بتسريب أوراق البنتاغون في 1971. فقد تكون هناك حماية قانونية عند تسريب بعض الوثائق في الولايات المتحدة. فقد قضت المحكمة العليا الأميركية أن الدستور يكفل على الأقل السرية في مجال الخطاب السياسي. وقد تحدث الكاتب والصحافي ويتلي ستريبر عن فوائد مشروع الويكيليكس مشيرا إلى أن "تسريب وثيقة حكومية يمكن أن يعني السجن، لكن عقوبة السجن لهذا يمكن أن تكون قصيرة نسبيا، ولكن هناك أماكن عديدة تكون عقوبتها السجن لمدد طويلة أو حتى الموت، مثل الصين وأفريقيا والشرق الأوسط."

### التمويل
أعلنت الويكيليكس في 24 ديسمبر 2009 أنها تعاني نقصا في التمويل، ولم يكن من المتاح الولوج إلى موقعها في الإنترنت إلا على نموذج تقديم أدلة جديدة. لذا فالمواد التي نشرت بالسابق لم تعد متاحة، وإن كان بالإمكان الوصول إلى بعضها عن طريق مرايا غير رسمية. وذكرت على موقعها أنها ستستأنف عملية التشغيل بالكامل عند تغطية التكاليف. وقد اعتبرت ويكيليكس أنه نوع من الإضراب "لضمان أن كل شخص مشارك توقف عن العمل العادي يمضي وقته في زيادة عائده". ففي حين كان تخطيط المؤسسة في البداية هو تأمين الأموال حتى 6 يناير 2010، إلا أنها لم تنته حتى 3 فبراير 2010 عندما أعلنت الويكيليكس بأنها حققت هدفها في جمع الحد الأدنى من التبرعات.
وفي 22 يناير 2010 علق باي بال حساب تبرع الويكيليكس وجمد أصوله. وقد صرحت الويكيليكس أن هذا قد تكرر من قبل وأنه لا معنى له. لكنها استعادت حسابها في 25 يناير 2010. وفي 18 مايو 2010 أعلنت الويكيليكس أنها دعمت موقعها والأرشيف الإلكتروني.
وفي يونيو 2010 حصلت الويكيليكس على موافقة نهائية لمنحة تصل إلى أكثر من نصف مليون دولار من مؤسسة جون وجيمس نايت الخيرية، لكن المبلغ لم يستقطع لها، فعلقت الويكيليكس في التويتر: "بأن مشروع الويكيليكس هو الأعلى في تصنيف اختيار مؤسسة نايت وأوصي لها للمجلس لكنها لم تنل أي تمويل، وقالت الويكيليكس بإن مؤسسة نايت أعلنت بأن المنحة ستؤول إلى "12 مستفيد ممن لهم تأثير على مستقبل الأخبار ولكن بدون الويكيليكس" وتساءلت إن كانت مؤسسة نايت "تبحث حقا عن التأثير"، وجادل متحدث باسم مؤسسة نايت في أجزاء من بيان ويكيليكس قائلا: "لم يتلقى مجلس مؤسسة نايت أي توصية بخصوص الويكيليكس من موظفيها." ولكنه رفض التعليق عما إذا كان ويكيليكس هو المشروع الأعلى تصنيف لفريق مستشاري مؤسسة نايت وهم ليسوا من موظفي المؤسسة، ومنهم الصحفية جنيفر لي التي أقامت علاقات عامة للويكيليكس مع الصحافة وعلى مواقع الشبكات الاجتماعية.

### التحديات التشغيلية
في 17 يوليو 2010 تكلم جاكوب أبلبوم باسم ويكيليكس في مؤتمر للهاكرز HOPE بمدينة نيويورك بدلا عن أسانج بسبب وجود عملاء للأف بي أي في المؤتمر، وأعلن عن عودة نظام تقارير الويكيليكس وبعد أن علق لفترة مؤقتة. وقد فاجأ أسانج الحضور في مؤتمر تيد بتاريخ 19 يوليو 2010 في أكسفورد حيث أكد أن الموقع قد بدأ بالفعل بقبول التقارير التي ترد إليه.
وعند عودة أبلبوم إلى الولايات المتحدة قادما من هولندا يوم 29 يوليو احتجزه عملاء مطار نيو آرك لمدة ثلاث ساعات. وقد فتشت حقيبة أبلباوم وصورت إيصالات موجودة فيها، وكذلك تعرض كمبيوتره المحمول للتدقيق. وقالت التقارير أن أبلبوم رفض الإجابة عن الأسئلة دون حضور محام، ولم يسمح له بإجراء أي مكالمة هاتفية، وصادروا منه هواتفه النقالة الثلاث ولم يرجعوها له. وقد ذكر في مؤتمر ديف كون يوم 31 يوليو بأن هاتفه النقال قد اوقف، واقترب منه اثنين من عملاء مكتب التحقيقات الفيدرالي بعد إلقاء كلمته وحققوا معه.
أقر أسانج بأن مزاولة نشر معلومات سرية على الإنترنت دون غربلتها جيدا يمكن أن يؤدي بالموقع ان تكون هناك «دماء على أيدينا» في يوم ما حسب قوله. وأعرب عن رأيه بأن القدرة على إنقاذ الأرواح بطريقة ما توازن الخطر على الأبرياء. إضافة على ذلك فقد سلطت الويكيليكس الضوء عن فشل تحقيقات مستقلة في العثور على أي أدلة تثبت بوجود مدنيين تضرروا بسبب أنشطة ويكيليكس.
في 25 سبتمبر 2010 قال المتحدث الألماني للويكيليكس دانيال دومشت بيرغ في مجلة دير شبيغل بأنه استقال بسبب «وجود مشاكل هيكلية» وذلك بعد تعليق أسانج عضويته بسبب «العصيان والتمرد وزعزعة الاستقرار»، وأردف قائلا: «وأنا لا أريد تحمل مسؤولية ذلك، وهذا هو السبب في تركي للمشروع». وقد اتهم اسانج دومشت بيرغ بأنه سرب معلومات إلى مجلة نيوزويك مدعيا بأن فريق الويكيليكس غير راض عن إدارة اسانج وطريقة تعامله في نشر وثائق الحرب الأفغانية. وبقي دومشت بيرغ مع مجموعة صغيرة لبدء مشروع موقع OpenLeaks.com وهو تنظيم جديد بإدارة وفلسفة توزيع مختلفة للتسريب. ثم استقال الجامعي الأيسلندي هربرت سنوراسون 25 سنة بعد تحديه وانتقاده بصراحة قرار اسانج بتعليق عضوية دومشت بيرغ. ثم تبعتهم بالاستقالة النائبة الأيسلندية بريجيتا جونسدوتر منتقدة انعدام الشفافية وعدم وجود هيكل تنظيمي وضعف التواصل داخل المنظمة. ووفقا للإندبندنت فإن ما لا يقل عن اثني عشر من الداعمين الرئيسيين للويكيليكس قد تركوا الموقع في 2010.

## التنظيم الإداري
تكون فريق ويكيليكس بعد مقابلة في يناير 2010 من خمسة أشخاص يعملون بدوام كامل، وحوالي 800 شخصا يعملون بدوام جزئي لا ينال منهم أي مكافأة، ولا يوجد لويكيليكس مقر رسمي، ومصروفاتها السنوية حوالي 200,000 € وذلك لمصروفات الخوادم والأمور البيروقراطية، ولكنها قد تصل إلى 600,000 € إن كان العمل مدفوع الأجر للمتطوعين. كما لا تدفع الويكيليكس للمحامين، حيث هناك مئات الآلاف من الدولارات للدعم القانوني تبرعت بها منظمات وسائل الإعلام مثل وكالة اسوشيتد برس ولوس أنجلوس تايمز وجمعية ناشري الصحف الوطنية. أما إيراداتها فتأتي من التبرعات فقط، وإن كانت الويكيليكس تخطط لإضافة نموذج مزاد لبيع الوصول المبكر إلى الوثائق. وتساعد مؤسسة واو هولندا (Wau Holland Foundation) على عملية جمع التبرعات لويكيليكس. وفي يوليو 2010 صرحت تلك المؤسسة بأن استلامها التبرعات ليس للمصروفات الشخصية وإنما للأجهزة والسفر وعرض النطاق الترددي. وكتبت إحدى المجلات العلمية الفقرة التالية: 
ولكن صرحت مؤسسة واو هولندا بعد ذلك في شهر ديسمبر 2010 بأن هناك 4 من موظفيها الدائمين بما فيهم جوليان اسانج قد بدأوا باستلام رواتب.

### مشاكل إدارة الموقع
ظهر خلاف علني بين مؤسس الموقع والمتحدث باسمه جوليان اسانج ودانيال دومشيت بيرغ الممثل الألماني السابق للموقع الذي علق اسانج عضويته. فقد أعلن دومشيت بيرغ في 28 سبتمبر 2010 أنه سيترك هذا التنظيم بسبب النزاعات الداخلية على إدارة الموقع.

### الاستضافة
وصفت الويكيليكس نفسها بأنها «نظام غير قابل للحذف لتعقبها تسريبات ضخمة للوثائق». ويتوفر الموقع على عدة خوادم وبأسماء مختلفة النطاقات بعد تعرضها لعدد من هجمات الحرمان من الخدمة وفصلها من عدة مزودي لنظام أسماء النطاقات.
كانت ويكيليكس حتى أغسطس 2010 تعمل تحت مضيفتها شركة PRQ السويدية، وهي شركة تقدم "خدمات آمنة للغاية واستضافة بدون شروط أو أسئلة مسبقة". وقالت PRQ بأنه بالكاد لا يوجد لديها معلومات عن عملائها ويحفظ السجل من تلقاء نفسه على شيء بسيط. أما في الوقت الحالي فإن مضيف الويكيليكس هو بانهوف الموجود في مرفق بيونن وهو مخبأ نووي سابق. وتنتشر ملقمات أخرى حول العالم أما الخادم المركزي فهو في السويد. وقد قال جوليان اسانج بأن الملقمات تقع بالتحديد في السويد (ودول أخرى) "لأن تلك الدول توفر حماية قانونية للأسرار الخاصة للموقع ". فهو يقصد بالدستور السويدي الذي يعطي مقدمي المعلومات حماية قانونية كاملة. وعليه فأنه ممنوع وفقا للقانون السويدي لأية سلطة إدارية إجراء تحقيقات عن مصدر الصحيفة أيا كان نوعها. لذا فتلك القوانين واستضافة PRQ تجعل من الصعب اغلاق ويكيليكس حاليا؛ مثل هذه القوانين تضع على الشاكي عبء إثبات أي شكوى من شأنها أن تحد من حرية الويكيليكس، مثل حقها في ممارسة حرية التعبير على الإنترنت، بالإضافة إلى أن ويكيليكس تحتفظ بملقماتها الخاصة في أماكن سرية تستخدم تشفير عسكري لحماية المصادر والمعلومات السرية لا تحتفظ بسجلات". وتسمى تلك الترتيبات "استضافة ضد للرصاص (بالإنجليزية: bulletproof hosting)‏."
في 17 أغسطس 2010 أعلن حزب القراصنة السويدي عن استضافته وإدارته العديد من ملقمات ويكيليكس الجديدة. وقد تبرع الحزب بالخوادم وعرض النطاق الترددي لويكيليكس دون مقابل. وسيقوم فنيو الحزب بالتأكد من المحافظة على ملقمات وعملها.
بعدما أصبح الموقع هدفا لهجمات الحرمان من الخدمة من قراصنة على الملقمات القديمة، نقلت ويكيليكس موقعها إلى خوادم الأمازون. ولكن بعد ذلك أزيح الموقع من ملقمات الأمازون، وقد عللت أمازون ذلك في بيان علني بأن الويكيليكس لم تنفذ شروط الخدمة. ثم أوضحت الشركة: "بأن هناك عدة نقاط قد انتهكت، مثل أن شروط الخدمة لدينا توضح: أنك تمثل وتضمن بأنك تملك أو تنظم جميع حقوق المحتوى... وأن استخدام المحتوى الذي تزوده لا ينتهك هذه السياسة ولا يؤدي إلى الضرر لأي شخص أو كيان. من الواضح أن ويكيليكس لا تملك أو بالأحرى لا يمكنها مراقبة جميع حقوق تلك المحتويات السرية. ثم قررت ويكيليكس بعدها بتثبيت نفسها على خوادم OVH في فرنسا. وبعد انتقادات الحكومة الفرنسية، التمست الشركة لحكمين من المحكمة في مشروعية استضافة الويكيليكس. فبينما رفضت فورا محكمة مدينة ليل اجبار OVH على اغلاق موقع يكيلياكس، فإن محكمة باريس قد صرحت بأنها قد تحتاج إلى بعض الوقت لبحث تلك المسألة ذات التقنية العالية.
تستند الويكيليكس على عدة حزم من البرمجيات، من ضمنها ميدياويكي وفري نت وتور وبي جي بي. وشجعت الويكيليكس بقوة المراسلة عبر تور بسبب الخصوصية القوية التي يحتاجها مستخدميها.
قال جوليان اسانج للقناة السويسرية TSR في 4 نوفمبر 2010، انه يفكر جديا في اللجوء السياسي إلى سويسرا المحايدة حيث يضع حجر الأساس لويكيليكس فيها كي ينقل عمليات التشغيل إليها. وحسب اعتقاده فإن سويسرا وأيسلندا هما البلدان الوحيدان التي يمكن لويكيليكس أن تعمل بأمان فيهما.

### التمويل
توصف الويكيلياكس بأنها منظمة غير ربحية، وتعتمد على التبرعات العامة. وتشمل طرق تمويلها الرئيسية على التحويلات المصرفية التقليدية والدفع عبر الإنترنت. وقد صرحت مؤسسة واو هولندا إحدى قنوات التمويل الرئيسية لويكيليكس بأنها تلقت أكثر من 900,000€ (1.2 مليون $ أمريكي) تبرعات عامة من الفترة مابين أكتوبر 2009 وديسمبر 2010، منها 370000€ قد وصلت إلى الويكيليكس. وأشار هندريك فولدا نائب رئيس مؤسسة واو هولندا إلى ان المؤسسة قد تلقت ضعف التبرعات من خلال باي بال عن طريق البنوك العادية قبل أن يقرر باي بال تعليق حساب الويكيليكس. كما أشار بأن كل منشور جديد للويكيليكس جديدة يجلب «موجة جديدة من الدعم»، وقد كانت أقوى التبرعات تلك التي تلت نشر ويكيليكس للبرقيات الدبلوماسية الأمريكية.

### أسماء الخوادم
في البداية استخدمت الويكيليكس خدمات EveryDNS ولكنها تعرضت إلى هجمات الحرمان من الخدمة. فتأثرت جودة خدمات الشركة بسبب ذلك، فاضطرت إلى سحب خدماتها من ويكيليكس. فرد أنصار الويكيليكس بشن هجوم حرمان من الخدمة مضاد على EveryDNS. بسبب أخطاء في المدونات، اعتقد بعض أنصار الويكيليكس بطريق الخطأ بأن المقصود هو EasyDNS فهاجموها بدلا من EveryDNS. وتسببت الهجمات بانقطاع الخدمة لكليهما. بعد ذلك قررت EasyDNS تقديم خدمة اسم ملقم إلى الويكيليكس.

### الاسم والسياسات
بالرغم من استخدام اسم الويكيليكس إلا أن الموقع ومنذ مايو 2010 لم يعد يستند على الويكي، أيضا وبصرف النظر عن الخلط الشائع بين الويكيليكس والويكيبيديا حيث أن كلا الاسمين يحملان المصطلح «ويكي»، إلا أنه لايوجد بينهما ارتباط («ويكي» ليس اسم لعلامة تجارية)؛ فويكيا هي شركة منبثقة من مؤسسة ويكيميديا إلا أنها تعمل من أجل الربح اشترت في 2007 عدة أسماء لنطاقات مشابهة للويكيليكس (مثل wikileaks.com و wikileaks.net) «كاجراء حمائي للعلامة التجارية».
«حول» قراءة الصفحة الأصل:
تشبه ويكيليكس شبها كثيرا الويكيبيديا عند المستخدمين، بحيث يمكن لأي شخص أن يضع بها وأن يحررها، وذلك لا يتطلب معرفة فنية. فيمكن لتسريبات الوثائق أن تكون مجهولة وغير قابل للتقصي، وباستطاعة المستخدمين أن يناقشوا تلك الوثائق مناقشة عامة وتحليل صدقيتها وصحتها، ويمكنهم أيضا -متعاونين- مناقشة التأويلات والإطار وصياغة المنشورات الجماعية، وباستطاعة المستخدمين قراءة وكتابة مقالات توضيحية عن التسريبات إلى جانب المواد والسياق المساعدة. وتنزل رزمة من عدة آلاف من الوثائق عندما يكشف عن أهميتها السياسية واحتمالات صدقيتها.
ومع هذا فقد أنشأت يكيلياكس سياسة تحريرية لا تقبل إلا المستندات ذات «المصلحة السياسية والدبلوماسية والتاريخية والأخلاقية» (مع استبعاد «المواد التي هي متيسرة للجمهور»)، وتزامن هذا مع انتقادات مبكرة من انعدام سياسة تحريرية تصبح طاردة للمادة الجيدة في البريد المزعج وتعزز "النشر الآلي أو العشوائي للسجلات السرية." فلم يعد من الممكن لأي شخص إلى أن يكتب أو يحرر فيها، وبدأت تنظم المواد المقدمة بعملية مراجعة داخلية حيث ينشر بعضها، في حين يرفض مراجعي ويكيليكس المجهولين جميع الوثائق التي لا تتناسب مع معايير التحرير. بحلول عام 2008، ذكرت قائمة الأسئلة الأكثر تداولا (FAQ) المنقحة أن "بإمكان أي شخص التعليق عليها. [...] يمكن للمستخدمين خلق مناقشة عامة وتحليل صدقية الوثائق ومدى صحتها." وبعد الانطلاقة الجديدة في 2010 لم يعد من الممكن نشر أي تعليقات على التسريبات.

### التحقق من البيانات
صرحت ويكيليكس أنها لم تفرج عن أي وثيقة ذات تصنيف خاطئ، حيث تقيم الوثائق قبل الإفراج عنها. وفي ردها عن مخاوف من احتمال تسريبات مضللة أو مزورة ذكرت الويكيليكس أن تلك التسريبات المضللة "لها وضع جيد في وسائل الإعلام السائدة وليست بحاجة إلى مساعدة من الويكيليكس." وفي قائمة الأسئلة الأكثر تداولا (FAQ) ذكر ما يلي: "إن أبسط التدابير المضادة والأكثر فعالية هو في مجتمع عالمي من مستخدمين ومحررين ذوو اطلاع بحيث يمكنهم فحص ومناقشة أية وثائق مسربة."
ووفقا لتصريحات أسانج في سنة 2010 فإن فحص الوثائق المقدمة يتم عبر مجموعة من خمسة مراجعين من ذوي الخبرة في مجالات مختلفة مثل اللغة والبرمجة وأيضا يدققون في خلفية المسرب إذا كانت هويته معروفة. ومع تلك المجموعة يبقى لأسانج القرار النهائي حول تقييم أي وثيقة.

### الوضع القانوني

#### الخلفية القانونية
يعتبر الوضع القانوني لويكيليكس معقد نوعا ما. ويرى أسانج أن الويكيليكس هو وسيط حمائي للمبلغين عن المخالفات. فبدلا من التسريب المباشر إلى الصحافة ثم يصبح هؤلاء المبلغين عرضة للكشف والانتقام، يمكنهم أن يسربوا مايشائون إلى ويكيليكس والتي بدورها تنقل التسريب إلى الصحافة. فخوادمها موجودة في أنحاء أوروبا ويمكن الوصول إليها عبر اتصال ويب غير خاضع للرقابة. ويقع مقر المجموعة في السويد لأن بها أقوى القوانين الواقية في العالم لحماية سرية مصادر العلاقات الصحفية. وصرحت ويكيليكس أنها «لا تستجدي المعلومات» إلا أن أسانج استخدم خطابه في اطار مؤتمر في ماليزيا ليطلب من حشد من الهاكر والباحثين في مجال الأمن المساعدة في العثور على وثائق من قائمة «ابرز التسريبات المطلوبة في 2009».

#### احتمالية الملاحقة القانونية
فتحت وزارة العدل الأمريكية تحقيقا جنائيا لويكيليكس ومؤسسها جوليان أسانج مباشرة بعد ظهور التسريبات الدبلوماسية. فالنائب العام إريك هولدر أكد أن التحقيقات الجنائية جارية ولن تكون «قعقعة سلاح». وذكرت صحيفة واشنطن بوست أن الإدارة تدرس الاتهامات بموجب فقرة التجسس وهي خطوة وصفها المدعين العامين السابقين بأنها «صعبة» بسبب حماية التعديل الأول للصحافة. وفي العديد من الحالات السابقة قررت المحكمة العليا بأن الدستور الأميركي يحمي إعادة نشر معلومات اكتسبت بطريقة غير مشروعة بشرط أن الناشرين أنفسهم لم ينتهكوا القانون في الحصول عليها، وينظر المدعون الإتحاديون بمقاضاة أسانج بالاتجار في ممتلكات مسروقة للحكومة، ولكن باعتبار أن البرقيات الدبلوماسية ممتلكات فكرية وليست مادية، لذا فقد يواجه هذا النهج عقبات. فأي محاكمة لأسانج يتطلب تسليمه إلى الولايات المتحدة، وتلك الخطوة معقدة جدا لأنه يجب قبلها تسليمه إلى السويد. وإن أكد أحد محامي أسانج قائلا: بانهم يقاتلون لعدم تسليمه إلى السويد لأن ذلك يؤدي إلى تسليمه للولايات المتحدة. وقد سمع مارك ستيفنس وهو المدعي في قضية أسانج من السلطات السويدية بأنه اختيرت هيئة محلفين في الإسكندرية، فيرجينيا للنظر في اتهامات جنائية ضد الويكيليكس.
أما في أستراليا، فإن الحكومة والشرطة الفيدرالية الأسترالية لم يتمكنا اثبات إن كانت الويكيلكس كسرت قوانين أستراليا أم لا، وذكرت جوليا جيلارد أن مؤسسة الويكيليكس وسرقتها وثائق سرية من الإدارة الأمريكية هو عمل غير قانوني في البلدان الأجنبية، وإن أوضحت في بيان لاحق بأنها تقصد إلى "ان السرقة الأصلية للمواد كانت من الجندى الأمريكى وليس عملا قام به أسانج" وقد نبه زعيم إحدى مجموعات الحريات المدنية الأسترالية وهو سبنسر زفكاك رئيس حرية فيكتوريا "إن لم يكن هناك تهمة ولا محاكمة فليس من المناسب القول أن ويكيليكس مذنبة في أنشطة غير مشروعة."
وحول تهديدات صادرة من عدة حكومات ضد اسانج جادل خبير قانوني أسترالي وهو «بن شاول» قائلا: إن جوليان أسانج أضحى هدفا لحملة عالمية في تلطيخ سمعته ووسمه بالمجرم والإرهابي دون أسس قانونية. وقد أصدر مركز الحقوق الدستورية في نيويورك بيانا سلط الضوء على تخوفه من «تزايد الأمثلة للتجاوزات والمخالفات القانونية» في طريقة اعتقاله.

### ملف التأمين
بتاريخ 29 يوليو 2010 أضافت الويكيليكس ملفا حجمه 1.4 غيغابايت باسم «ملف التأمين» إلى صفحة يوميات الحرب الأفغانية. الملف بتشفير إيه إي إس وقد اعتقد أنه بمثابة التأمين في حالة عجز موقع ويكيليكس أو الناطق باسمه جوليان أسانج من الاستمرار بحيث يمكن على أساسه نشر كلمة المرور. فبعد الإفراج عن البرقيات الدبلوماسية بأيام قليلة التي بدأت يوم 28 نوفمبر 2010، توقعت قناة التلفزيون الأميركية سي بي إس من أنه "إذا حدث أي شيء لأسانج أو الموقع فإن الشفرة ستقوم بفتح الملفات، لن تكون هناك أي وسيلة لوقف المعلومات التي ستنتشر كالنار في الهشيم لان هناك الكثير ممن لديهم نسخة من هذا الملف". وقد صرح مراسل شبكة سي بي إس: " بأن ما يخمن به معظم الناس هو أن ملف التأمين يحتوي على معلومات غير منشورة من شأنها أن تكون محرجة لحكومة الولايات المتحدة إذا ماظهرت للعلن".

## التسريبات

### 2006–08
نشرت ويكيليكس أول وثيقة في ديسمبر 2006 وهي وثيقة عن قرار وقعه الشيخ حسن ضاهر أويس لاغتيال مسؤولين صوماليين. وفي أغسطس 2007 نشرت صحيفة الغارديان معلومات مقدمة عبر الويكيليكس عن فساد عائلة الرئيس الكيني السابق دانيال آراب موي. وفي نوفمبر 2007 نشرت نسخة من نموذج إجراءات التشغيل لمعسكر دلتا فيه تفصيل نظام عمل الجيش الأمريكي في معسكر الاعتقال بخليج جوانتانامو أصدرت في مارس 2003، وكشفت الوثيقة أنه كان محظورا على بعض السجناء مقابلة اللجنة الدولية للصليب الأحمر وهو الأمر الذي نفاه الجيش الأمريكي مرارا وتكرارا. وفي فبراير 2008 نشرت ويكيليكس تقارير عن أنشطة غير مشروعة لمصرف يوليوس باير السويسري في جزر كايمان، فقام البنك برفع دعوى على ويكيليكس في أميركا فحصل على أمر قضائي بحظر استخدام النطاق wikileaks.org مؤقتا، لكن انصار الموقع تحايلوا على هذا باستخدام أسماء نطاقات أخرى مثل http://freewikileaks.com. وقد عدل القاضي عن قراره بعد ذلك في نفس الشهر مستشهدا بالتعديل الأول وكذلك ردا على الأسئلة حول قانونية المحاكمة. ثم نشرت في مارس 2008 ما يشار إليه باسم «المجموعة السرية لعلمولوجيا الكتاب المقدس»، ولكن تلقت بعدها بثلاثة أيام رسائل تهديد لمقاضاتها في انتهاكها حقوق الطبع. وفي سبتمبر 2008 خلال حملة الانتخابات الرئاسة الأمريكية نشرت الويكيليكس محتويات حساب ياهوو لسارة بالين (التي كانت نائبة لمرشح الرئاسة الجمهوري جون ماكين) وقد استولى عليها أفراد من المجموعة المجهولة. وفي نوفمبر 2008 نشر في الويكيليكس قائمة أسماء أعضاء الحزب الوطني البريطاني اليميني المتطرف وذلك بعد ظهورها لفترة وجيزة على مدونة. وبعدها بسنة أي في أكتوبر 2009، تسربت قائمة أخرى بأسماء أعضاء الحزب الوطني البريطاني.

### 2009
نشرت ويكيليكس في يناير 2009 عدد 86 مكالمة هاتفية مسجلة من سياسيين ورجال الأعمال من البيرو متورطون في فضيحة نفط البيرو 2008. ثم نشرت في فبراير 6780 تقرير صادر من دائرة البحوث في الكونغرس، ونشرت في الشهر التالي قائمة مساهمي حملة نورم كولمان لانتخابات مجلس الشيوخ ومجموعة من وثائق تابعة لبنك باركليز كان قد أمر بإزالتها من موقع الغارديان. وأصدرت في يوليو تقرير بشأن حادث نووي خطير وقع في منشأة نطنز الإيرانية النووية في 2009. وقد أشارت بعدها تقارير إعلامية إلى أن الحادث كان مرتبط بالكمبيوتر الذي أصابه فايروس ستاكسنت. وفي سبتمبر تسربت وثائق داخلية من بنك كاوبثنج قبل أنهيار القطاع المصرفي في أيسلندا بوقت قصير، والتي أدت إلى الأزمة المالية الآيسلندية 2008-2010. وتقول الوثيقة بأن عدة مالكي للبنك قد استلموا بطريقة مريبة قروضا ضخمة، وقد شطب البنك الديون الضخمة. وفي أكتوبر نشرت الويكيليكس وثيقة تابعة لخدمات النشر المشتركة 440 وهي وثيقة بريطانية تقدم المشورة إلى أجهزة الأمن في كيفية تجنب نشر الوثائق. ولاحقا من نفس الشهر أعلنت شركة السلع الخدماتية ترافيجورا أنها استخدمت أمرا قضائيا فائقا لإسكات الغارديان اللندنية من إعداد تقارير عن وثيقة داخلية مسربة حول حادث إلقاء السموم في ساحل العاج. وفي نوفمبر استضافت نسخة من الرسائل الإلكترونية بين علماء المناخ بالرغم من أنها لم تكن مسربة بالأساس إلى الويكيليكس. وكذلك اصدرت 570 ألف رسالة نداء تم اعتراضها كانت قد ارسلت في يوم هجمات 11 سبتمبر. ونشرت الويكيليكس خلال عامي 2008 و 2009 قوائم زعم بأنها لعناوين على شبكة الإنترنت ممنوعة أو غير قانونية لاستراليا والدنمارك وتايلاند. أنشئت تلك القوائم أساسا لمنع الوصول إلى المواد الإباحية للأطفال والإرهاب ولكن تلك التسريبات اظهرت وجود مواقع في القوائم تغطي مواضيع لا علاقة لها بما سبق.

### 2010
وفي كانون ثاني من 2010 أعلنت الشرطة الدولية (الإنتربول) أنها أصدرت مذكرة توقيف دولية أو ما يعرف بالمذكرة الحمراء بحق مؤسس موقع ويكيليكس جوليان أسانغ، المطلوب في السويد في إطار تحقيق بتهمة الاغتصاب والاعتداء الجنسي، يأتي ذلك في وقت قال فيه الموقع إنه يتعرض لهجوم شرس من قراصنة إنترنت بعد نشره مئات آلاف الوثائق السرية الأميركية.

### 2012
أعلنت ويكيليكس في موقعها الإلكتروني في يوليو 2012 عن امتلاكها لأكثر من مليوني ملف من وثائق ومراسلات تخص الحرب الأهلية السورية، تتضمن رسائل تحرج عدة أطراف من ضمنها مؤيدين الحكومة السورية في الخارج. ولا زال التسريب جاري.

### 2016
قام الموقع بنشر أكثر من 300 الف رسالة في بريد الرئيس التركي رجب طيب أردوغان رداً على عمليات التطهير والإجراءات التي شهدتها تركيا بعد محاولة الانقلاب في تركيا 2016 في ليلة الجمعة /السبت 16/ يولويو 2016 والتي انتهت بالفشل، وبعد عدة دقائق قامت تركيا بحجب موقع ويكيليكس بعد نشرة الرسائل على موقعها.

## ارتباطات ذات صلة
- استقبال ويكيليكس
- جوليان أسانج مؤسس موقع ويكليليكس.
- تسرب البرقيات الدبلوماسية للولايات المتحدة الأمريكية.
- محتوى البرقيات الدبلوماسية المسربة للولايات المتحدة الأمريكية.
- ستراتفور

## وصلات خارجية
- ويكيليكيس على موقع IMDb (الإنجليزية)
- ويكيليكيس على موقع الموسوعة البريطانية (الإنجليزية)
- فيديو مقابلة الجزيرة مع مؤسس ويكيليكس أسانج في برنامج بلا حدود فيديو ويكيليكس
- ويكيليكس: المدونة التجميعية لوثائق ويكيليكس المتعلقة بالعالم العربي.
- ويكيليكس وصراع المعرفة والسلطة
- مؤسس «ويكيليكس» ضمن قائمة أكثر المطلوبين للانتربول